# MIDlet
MIDlet – aplikacja napisana w języku Java dla urządzeń obsługujących profil MIDP (czyli dla telefonów komórkowych i notatników elektronicznych PDA).
MIDlety zazwyczaj występują w zbiorze zwanym zestawem MIDletów (ang. MIDlet Suite). Zestaw ten składa się z archiwum JAR (ang. Java ARchive) oraz pliku JAD (ang. Java Archive Descriptor), który opisuje zestaw MIDletów.
Aplikacja napisana na profilu MIDP, musi dziedziczyć po klasie MIDlet i musi zawierać następujące metody:
- startApp()
- destroyApp()
- pauseApp()

Metody te są wywoływane przy zmianie stanu MIDleta, który może być:
- aktywny
- spauzowany
- zniszczony

Stan MIDleta może zostać zmieniony jakimś wydarzeniem np. przychodzącym połączeniem. Można też wywołać taki stan z kodu, wywołując metody:
- notifyPaused
- notifyDestroyed
- resumeRequest